# Varberg (comuna)
Varberg ou Varberga (em sueco: Varberg kommun) é uma comuna da Suécia localizada no condado de Halândia. Sua capital é a cidade de Varberg. Possui 869 quilômetros quadrados e segundo censo de 2018, havia 63 630 habitantes.